# Leonidaion
Il Leonidaion (in greco antico: Λεωνίδαιον?, Leōnídaion) era il luogo di alloggio per gli atleti che partecipavano ai Giochi olimpici di Olimpia.

## L’edificio

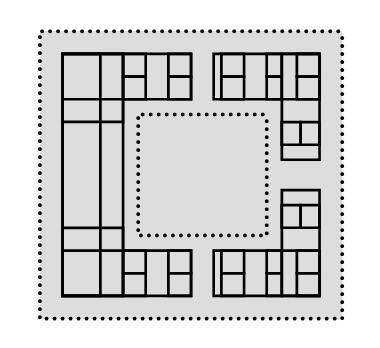
Fondamenta del Leonidaion

Si trovava al margine sud-occidentale del santuario ed era l'edificio più grande del sito. È stato costruito intorno al 330 a.C. ed è stato finanziato e progettato da Leonida di Naxos.
L'edificio consisteva in quattro colonnati ionici con 138 colonne decorate, formanti un quadrato di circa 80 metri. Al suo interno c'era un peristilio dorico centrale con 44 colonne e la presenza di un mosaico.